# Serge Telle

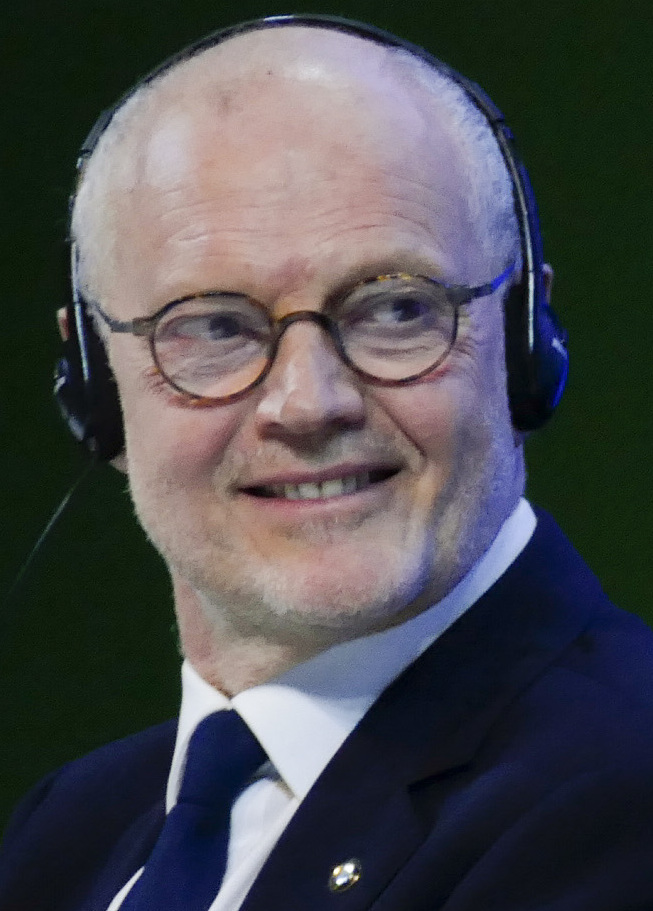
Serge Telle

Serge Telle (* 5. Mai 1955 in Nantes, Frankreich) ist ein französischer Diplomat und war vom 1. Februar 2016 bis zum 31. August 2020 Staatsminister und damit Regierungschef des Fürstentums Monaco.

## Leben
Serge Telle studierte am Institut d’études politiques de Paris (Sciences Po), machte am Institut national des langues et civilisations orientales (INALCO) ein Diplom in Swahili und schloss ein Diplôme d’études approfondies (DEA) in europäischem Gemeinschaftsrecht ab.
Er trat in den Dienst des französischen Außenministeriums und wurde ab 1982 als Diplomat in der französischen Botschaft in Daressalam in Tansania eingesetzt. Ab 1984 war er als Erster Sekretär in der Ständigen Vertretung Frankreichs bei den Vereinten Nationen in New York tätig und vertrat Frankreich im dritten Ausschuss (Ausschuss für soziale, humanitäre und kulturelle Fragen) der Generalversammlung der Vereinten Nationen. Von 1988 bis 1992 war Telle diplomatischer Berater des Staatssekretärs für humanitäre Hilfe Bernard Kouchner. Für ein Jahr wurde er dann an das britische Foreign and Commonwealth Office nach London abgeordnet, wo er für die Balkanregion zuständig war. 
Von 1993 bis 1997 leitete er das Amt der Vereinten Nationen für die Koordinierung humanitärer Angelegenheiten (OCHA) in Genf. Von 1997 bis 2002 arbeitete Telle als Fachberater für Afrika und den Mittleren Osten im Stab des Premierministers Lionel Jospin (PS). Ab 2002 war er französischer Generalkonsul in Monaco. Nach dem Inkrafttreten des neuen Freundschaftsvertrags zwischen beiden Staaten wurde das Generalkonsulat am 1. Januar 2006 zu einer Botschaft aufgewertet, sodass Telle erster französischer Botschafter in Monaco wurde. 
Er beendete er diese Tätigkeit 2007, als Bernard Kouchner Außenminister wurde und Telle erneut zu seinem Berater ernannte. Von 2008 bis 2012 war er Botschafter Frankreichs bei der neugegründeten Union für den Mittelmeerraum (UfM) und leitete als einer der Ko-Vorsitzenden die monatlichen Treffen der Botschafter der UfM-Mitgliedsstaaten. Von 2011 bis 2016 war er Präsident der Organisation AVITEM (Agence des Villes et Territoires Méditerranéens; Agentur für Städte und Territorien im Mittelmeerraum). Während der Präsidentschaft François Hollandes (Regierungen Ayrault II, Valls I und II) war Telle von Januar 2013 bis Januar 2015 interministerieller Beauftragter für den Mittelmeerraum.
Als Nachfolger des aus gesundheitlichen Gründen im Dezember 2015 zurückgetretenen Michel Roger ernannte Fürst Albert II. von Monaco am 4. Januar 2016 Serge Telle zum neuen Staatsminister (Ministre d’État). Nach dem Freundschaftsvertrag von 2005 ist zwar nicht mehr zwingend vorgesehen, dass der Regierungschef des Fürstentums ein Franzose ist, dies ist aber weiterhin üblich. Dieses Amt trat Telle am 1. Februar 2016 an und gab es am 31. August 2020 an Pierre Dartout ab.
Telle ist mit Guilaine Chenu, einer Fernsehmoderatorin bei France 2, verheiratet.
Er wurde 2007 als Komtur des monegassischen Orden des heiligen Karl (Ordre de Saint-Charles) ausgezeichnet.